# Alegeri locale în județul Brașov, 2020
În județul Brașov, alegerile locale din 2020 s-au desfășurat în data de 27 septembrie. Principalele formațiuni politice din județ sunt PNL si Alianța 2020 USR-PLUS. Acestea și-au stabilit candidați pentru primăria Brașov în persoana lui George Scripcaru (PNL), respectiv Allen Coliban (USR-PLUS).

## Rezultate

### Brașov
| candidat             | partid | vot popular | %      |
| -------------------- | ------ | ----------- | ------ |
| Allen Coliban        | USR    | 34.870      | 42,06% |
| George Scripcaru     | PNL    | 31.198      | 37,63% |
| Florin Ortan         | PSD    | 6.092       | 7,35%  |
| Sorin Susanu         | PRO    |             |        |
| Serban Sovaiala      | ind    |             |        |
| Gheorghe Ialomiteanu | ALDE   |             |        |
| Thomas Sindilariu    | FDGR   |             |        |
| Sebastian Grapa      | PER    |             |        |

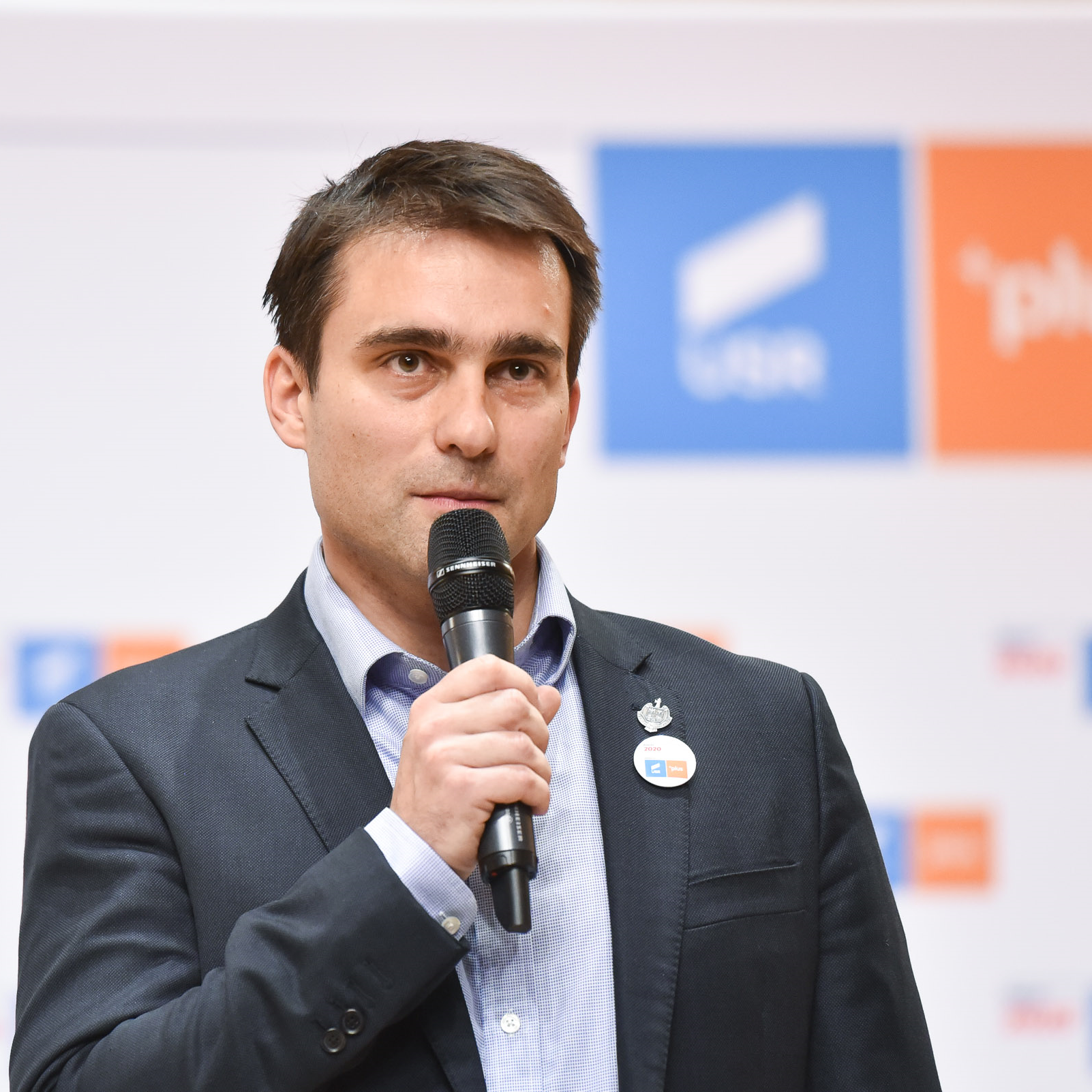
Allen Coliban - primarul Brasovului in urma votului de pe 27 Septembrie 2020.

| partid & alianta      | vot popular | %      | locuri |
| --------------------- | ----------- | ------ | ------ |
| Alianta 2020 USR-PLUS | 26.525      | 32,69% | 12     |
| PNL                   | 25.783      | 31,78% | 11     |
| PSD                   | 9.587       | 11,82% | 4      |
| UDMR                  | 3.804       | 4,69%  | 0      |
| altii(<4%)            |             |        | 0      |

### Municipiul Făgăraș
| partid   | candidat         | voturi primar | % | voturi consilieri | % | consilieri locali |
| -------- | ---------------- | ------------- | - | ----------------- | - | ----------------- |
| USR-PLUS | Irineu Darau     |               |   |                   |   |                   |
| PNL      |                  |               |   |                   |   |                   |
| PSD      |                  |               |   |                   |   |                   |
| IND      | Gheorghe Sucaciu |               |   |                   |   |                   |

### Municipiul Săcele
| partid   | voturi | % | consilieri |
| -------- | ------ | - | ---------- |
| USR-PLUS |        |   |            |
| PSD      |        |   |            |
| PNL      |        |   |            |
| UDMR     |        |   |            |
| ALDE     |        |   |            |
| PMP      |        |   |            |

### Municipiul Codlea
| partid   | voturi | % | consilieri |
| -------- | ------ | - | ---------- |
| USR-PLUS |        |   |            |
| PNL      |        |   |            |
| PSD      |        |   |            |
| PRO      |        |   |            |
| PMP      |        |   |            |
| ALDE     |        |   |            |

## Opțiuni exprimate pe diferite site-uri în campanie și precampanie:
|            | data          | număr voturi | tip    | Allen Coliban | G.Scripcaru | Sorin Susanu            | altii | lider cu |
| ---------- | ------------- | ------------ | ------ | ------------- | ----------- | ----------------------- | ----- | -------- |
| USR-PLUS   | data          | număr voturi | tip    | PNL           | PRO RO      | PSD,ALDE,PMP,PER,FDGR.. |       | lider cu |
| alegeri    | 27 septembrie |              | -      |               |             |                         |       |          |
| Brasov.net | 20 sep 2020   | 7140         | online | 50.1          | 28.9        | 4.8                     | 16.2  | 21.2     |
| BizBrasov  | 24 iul 2020   | 2726         | online | 59.87         | 15.85       | 10.31                   | 13.97 | 44.02    |